# Сафонова Ольга Михайлівна
Наталія Олексіївна Саратовцева (рос. Наталья Алексеевна Саратовцева; нар. 3 жовтня 1989) — російська та азербайджанська футболістка, півзахисниця.

## Життєпис
На клубному рівні виступала за «Хімки». У 2007 році зіграла щонайменше 2 матчів у вищій лізі Росії.
У складі молодіжної збірної Росії (WU-19) взяла участь у двох матчах відбірного турніру молодіжного чемпіонату Європи у 2006 році.
У 2009 році разом із групою російських футболісток ухвалила рішення виступати за збірну Азербайджану. Виходила на поле у складі молодіжної збірної країни. Згодом з'ясувалося, що спортсменка виступала за підробленим паспортом на ім'я Ольга Сафарова, за що отримала річну дискваліфікацію від УЄФА.